# Ulla Østergaard
Ulla Østergaard (født 19. juni 1966) er en dansk journalist og tidligere spindoktor. 
Østergaard, der er datter af tidligere minister Knud Østergaard, startede karrieren som sekretær i Europa-Parlamentet i 1986. Forinden havde hun boet og arbejdet i Madrid og Rom. Hun blev senere uddannet journalist og blev som nyuddannet ansat som politisk reporter på Morgenavisen Jyllands-Posten, hvis Christiansborg-redaktion hun senere blev leder af. 
I 2001 skiftede hun spor og blev pressechef i Indenrigs- og Sundhedsministeriet og dermed spindoktor for Lars Løkke Rasmussen. Da TV 2 News blev etableret i december 2006, blev hun redaktør for kanalen. I august 2007 blev hun pressechef for Ny Alliance og kom dermed til at fungere som partiformand Naser Khaders medierådgiver. Hendes rolle i partiets første valgkamp blev fremstillet i dokumentarfilmen Dagbog fra Midten. Hun opsagde sin stilling med udgangen af 2007 efter at have været sygemeldt siden valget 13. november. Frem til 1. juni 2015 har hun atter været redaktør på TV 2 News. 13. januar 2015 blev det annonceret, at hun skulle være politisk rådgiver for Mogens Lykketoft, da han tiltrådte posten som formand for FN's generalforsamling 15. september 2015.
Ulla Østergaard er gift med Peter Arnfeldt, der har været spindoktor for blandt andre Bendt Bendtsen og Troels Lund Poulsen.
Ægteskabet har haft betydning for hendes rolle som redaktør på TV 2. 
I forbindelse med sagen om lækage af Helle Thorning-Schmidts skattesag, hvor Østergaards mand blev impliceret, blev Østergaard fjernet som redaktør fra to politiske programmer.
I 2021 kom Ulla Østergaard atter negativt i søgelyset, idet hun havde presset en fake news-historie igennem på TV2. Forløbet gjorde at hun efterfølgende blev sygemeldt og derefter fratrådte sin stilling pr. 17. juni 2021.